# ゴー・チョクトン
ゴー・チョクトン（英語: Goh Chok Tong、漢字表記：呉作棟、読み：ごさくとう、簡体字: 吴作栋、繁体字: 吳作棟、拼音: Wú Zuòdòng、1941年5月20日 - ）は、シンガポールの政治家。同国の第2代首相（在任：1990年11月 - 2004年8月）。

## 概略
身長は190cmと、シンガポール人としては高身長であるため、「驚異の長身」と呼ばれている。1976年に政界入りし、政府系海運企業を黒字転換させた功績などが認められ、前任のリー・クアンユーの信頼を勝ち得て首相に就任。内閣は「ゴーチーム」といわれた。リーの息子リー・シェンロンへの「中継ぎ」とも「リーのクローン」ともいわれ、リーの政策を踏襲した。そのためゴー政権は短命に終わると考えられたが、14年に及ぶ長期政権となったのはシンガポールの政治関係者の間では意外なことであった。

## 経歴
- 1964年 - シンガポール大学卒業
- 1967年 - ウィリアムズ大学大学院修士課程修了
- 1976年 - 国会議員に初当選
- 1984年12月 - 第一副首相（国防大臣兼務）
- 1990年11月 - 首相就任（国防大臣兼務）
- 1992年 - 人民行動党書記長に就任
- 2004年8月 - 上級相、兼金融管理庁 (MAS) 長官に就任